# Аргудяєв Сергій Миколайович
Сергій Миколайович Аргудяєв (рос. Сергей Николаевич Аргудяев; 11 лютого 1963, Кімри, Калінінська область, РРФСР — 1 червня 2003) — радянський та український футболіст російського походження, нападник.

## Життєпис
Перший професіональний клуб у кар'єрі — московський «Спартак», вихованцем якого він і був. У 17 років дебютував у Вищій лізі. Грав рідко, тому довелося змінити команду для отримання ігрової практики. Цією командою став орджонікідзенський «Спартак», який виступав на той час у Першій лізі. Забивши 13 м'ячів за неповний сезон, знову отримав можливість грати у Вищій лізі — його запросили в московське «Динамо». Проте, в основі не закріпився й через декілька сезонів, знову грав в Орджонікідзе. Надалі виступав за хмельницьке «Поділля», владивостоцький «Промінь», шепетівський «Темп». Після розпаду СРСР грав в українських клубах «Поділля» (Хмельницький), «Космос» (Павлоград) та «Кристал» (Чортків), де й завершив кар'єру.
У Вищій лізі СРСР провів 28 ігор, забив 3 м'ячі.
У Кубку УЄФА провів 8 ігор, забив 1 м'яч.

## Досягнення
- Вища ліга СРСР
  -  Срібний призер (1): 1981, 1983
  -  Бронзовий призер (1): 1982

- Кубок СРСР
  -  Володар (1): 1984
  -  Фіналіст (1): 1982